# Öördi-tó
Az Öördi-tó, vagy más néven Ördi-tó, vagy Õõrdi-tó Észtország Viljandi megyéjében, Kõpu vidéki önkormányzat területén található tó. A Soomaa Nemzeti Park területén fekszik az Ördi-mocsárban.
A tó kiterjedése régebben sokkal nagyobb volt, mivel a most a tavat körülvevő mocsaras terület is hozzá tartozott. A tó területe napjainkban mindössze 6 hektár.

## Fordítás
Ez a szócikk részben vagy egészben  az   Ördi järv című észt Wikipédia-szócikk ezen változatának fordításán alapul.  Az eredeti cikk szerkesztőit annak laptörténete sorolja fel. Ez a jelzés csupán a megfogalmazás eredetét és a szerzői jogokat jelzi, nem szolgál a cikkben szereplő információk forrásmegjelöléseként.